# Como Calcio 1991-1992
Questa voce raccoglie le informazioni riguardanti il Como Calcio nelle competizioni ufficiali della stagione 1991-1992.

## Stagione
Nella stagione 1991-1992 il Como Calcio ha concorso in tre competizioni ufficiali:
- Serie C1: 3º classificato nel girone A.
- Coppa Italia: eliminato agli ottavi di finale dall'Inter.
- Coppa Italia Serie C:eliminato ai sedicesimi di finale dal Varese.

## Sponsor
Sponsor tecnico:Umbro
Sponsor ufficiale:Ambrosoli

## Rosa
| N. |                   | Ruolo | Calciatore          |
| -- | ----------------- | ----- | ------------------- |
|    | Italia (bandiera) | P     | Claudio Fadoni      |
|    | Italia (bandiera) | P     | Luca Davide Righi   |
|    | Italia (bandiera) | P     | Massimo Taibi       |
|    | Italia (bandiera) | D     | Paolo Annoni        |
|    | Italia (bandiera) | D     | Roberto Bandirali   |
|    | Italia (bandiera) | D     | Alessandro Chiodini |
|    | Italia (bandiera) | D     | Alessandro Dozio    |
|    | Italia (bandiera) | D     | Giacomo Gattuso     |
|    | Italia (bandiera) | D     | Vincenzo Maiuri     |
|    | Italia (bandiera) | D     | Davide Marsan       |
|    | Italia (bandiera) | C     | Primo Berlinghieri  |
|    | Italia (bandiera) | C     | Cristian Boscolo    |

| N. |                   | Ruolo | Calciatore         |
| -- | ----------------- | ----- | ------------------ |
|    | Italia (bandiera) | C     | Mauro Bressan      |
|    | Italia (bandiera) | C     | Fabrizio Catelli   |
|    | Italia (bandiera) | C     | Mattia Collauto    |
|    | Italia (bandiera) | C     | Achille Mazzoleni  |
|    | Italia (bandiera) | C     | Valerio Mazzuccato |
|    | Italia (bandiera) | C     | Francesco Pedone   |
|    | Italia (bandiera) | C     | Claudio Rusconi    |
|    | Italia (bandiera) | C     | Andrea Seno        |
|    | Italia (bandiera) | A     | Gaetano Calvaresi  |
|    | Italia (bandiera) | A     | Walter Mirabelli   |
|    | Italia (bandiera) | A     | Loris Pradella     |
|    | Italia (bandiera) | A     | William Tagliabue  |

### Calciatori ceduti durante la stagione
| N. |                   | Ruolo | Calciatore                                             |
| -- | ----------------- | ----- | ------------------------------------------------------ |
|    | Italia (bandiera) | C     | Adelio Malinverno (alla Civitanovese da novembre 1991) |

## Risultati

### Campionato

#### Girone di andata
| 15 settembre 1991 1ª giornata | Como | 2 – 0 | Vicenza |  |

| 22 settembre 1991 2ª giornata | Pro Sesto | 0 – 0 | Como |  |

| 29 settembre 1991 3ª giornata | Como | 2 – 1 | Siena |  |

| 6 ottobre 1991 4ª giornata | Casale | 2 – 0 | Como |  |

| 13 ottobre 1991 5ª giornata | Massese | 1 – 1 | Como |  |

| 20 ottobre 1991 6ª giornata | Como | 1 – 2 | Spezia |  |

| 27 ottobre 1991 7ª giornata | Carpi | 0 – 0 | Como |  |

| 10 novembre 1991 8ª giornata | Como | 1 – 0 | Baracca Lugo |  |

| 17 novembre 1991 9ª giornata | Monza | 0 – 0 | Como |  |

| 24 novembre 1991 10ª giornata | Como | 2 – 0 | Pavia |  |

| 1º dicembre 1991 11ª giornata | Triestina | 1 – 0 | Como |  |

| 8 dicembre 1991 12ª giornata | Como | 1 – 0 | Empoli |  |

| 15 dicembre 1991 13ª giornata | Arezzo | 1 – 0 | Como |  |

| 22 dicembre 1991 14ª giornata | Chievo | 1 – 1 | Como |  |

| 29 dicembre 1991 15ª giornata | Como | 1 – 2 | SPAL |  |

| 12 gennaio 1992 16ª giornata | Alessandria | 0 – 0 | Como |  |

| 19 gennaio 1992 17ª giornata | Como | 2 – 1 | Palazzolo |  |

#### Girone di ritorno
| 26 gennaio 1992 18ª giornata | Vicenza | 0 – 0 | Como |  |

| 9 febbraio 1992 19ª giornata | Como | 1 – 0 | Pro Sesto |  |

| 16 febbraio 1992 20ª giornata | Siena | 0 – 0 | Como |  |

| 23 febbraio 1992 21ª giornata | Como | 3 – 0 | Casale |  |

| 1º marzo 1992 22ª giornata | Como | 1 – 0 | Massese |  |

| 8 marzo 1992 23ª giornata | Spezia | 1 – 1 | Como |  |

| 15 marzo 1992 24ª giornata | Como | 2 – 0 | Carpi |  |

| 23 marzo 1992 25ª giornata | Baracca Lugo | 0 – 2 | Como |  |

| 5 aprile 1992 26ª giornata | Como | 1 – 1 | Monza |  |

| 12 aprile 1992 27ª giornata | Pavia | 0 – 1 | Como |  |

| 18 aprile 1992 28ª giornata | Como | 2 – 0 | Triestina |  |

| 26 aprile 1992 29ª giornata | Empoli | 0 – 1 | Como |  |

| 3 maggio 1992 30ª giornata | Como | 1 – 1 | Arezzo |  |

| 10 maggio 1992 31ª giornata | Como | 0 – 0 | Chievo |  |

| 17 maggio 1992 32ª giornata | SPAL | 0 – 0 | Como |  |

| 24 maggio 1992 33ª giornata | Como | 1 – 1 | Alessandria |  |

| 31 maggio 1992 34ª giornata | Palazzolo | 2 – 2 | Como |  |

### Coppa Italia

#### Primo turno
| Arbitro: | Rosica (Roma) |

|  |           |                  |
|  | Marcatori | 19’ (aut.) Festa |

| Como 25 agosto 1991 Ritorno | Como               | 0 – 0 | Cagliari | Stadio Giuseppe Sinigaglia\| Arbitro: \| Felicani (Bologna) \| |
| Arbitro:                    | Felicani (Bologna) |       |          |                                                                |

#### Secondo turno
| Cremona 27 agosto 1991 Andata | Cremonese         | 0 – 0 | Como | Stadio Giovanni Zini\| Arbitro: \| Collina (Bologna) \| |
| Arbitro:                      | Collina (Bologna) |       |      |                                                         |

| Arbitro: | Guidi (Bologna) |

|          |           |  |
| Seno 23’ | Marcatori |  |

#### Ottavi di finale
| Arbitro: | Quartuccio (Torre Annunziata) |

|                                     |           |                          |
| Maiuri 44’ (aut.) Fadoni 45’ (aut.) | Marcatori | 68’ Pedone 79’ Mazzoleni |

| Arbitro: | Sguizzato (Verona) |

|                      |           |                        |
| Mirabelli 86’ (rig.) | Marcatori | 5’ Berti 72’ Klinsmann |

### Coppa Italia Serie C
| Varese 20 novembre 1991 Andata | Como | 0 – 0 | Varese | Stadio Franco Ossola |

| Como 11 dicembre 1991 Ritorno | Como | 0 – 1 | Varese | Stadio Giuseppe Sinigaglia |